# El col·leccionista d'estampes
El col·leccionista d'estampes, altrament conegut com L'afeccionat a les estampes, és una sèrie de tres quadres pintats per Marià Fortuny i Marsal durant la dècada de 1860. En les tres versions d’El col·leccionista d’estampes es troben representats de forma explícita els valors del culte i el gust antiquari. Les tres pintures són una de les millors demostracions del gènere de casacón, característic de l'artista. A L'obra hi figura un col·leccionista contemplant les seves peces en una fascinant llar i amb la companyia d'un confident i d'un criat.Les tres obres no són pròpiament rèpliques idèntiques. L'existència de determinades diferències entre elles, no tan sols escenogràfiques, sinó també molt més profundes, ens informa sobre una voluntat de l'autor de voler créixer pictòricament tenint en compte els precedents anteriors. En altres paraules, lluny de limitar-se a copiar mimèticament el model inicial, com hauria estat previsible, Fortuny va decidir utilitzar aquesta font primigènia per investigar i experimentar.

## L'autor

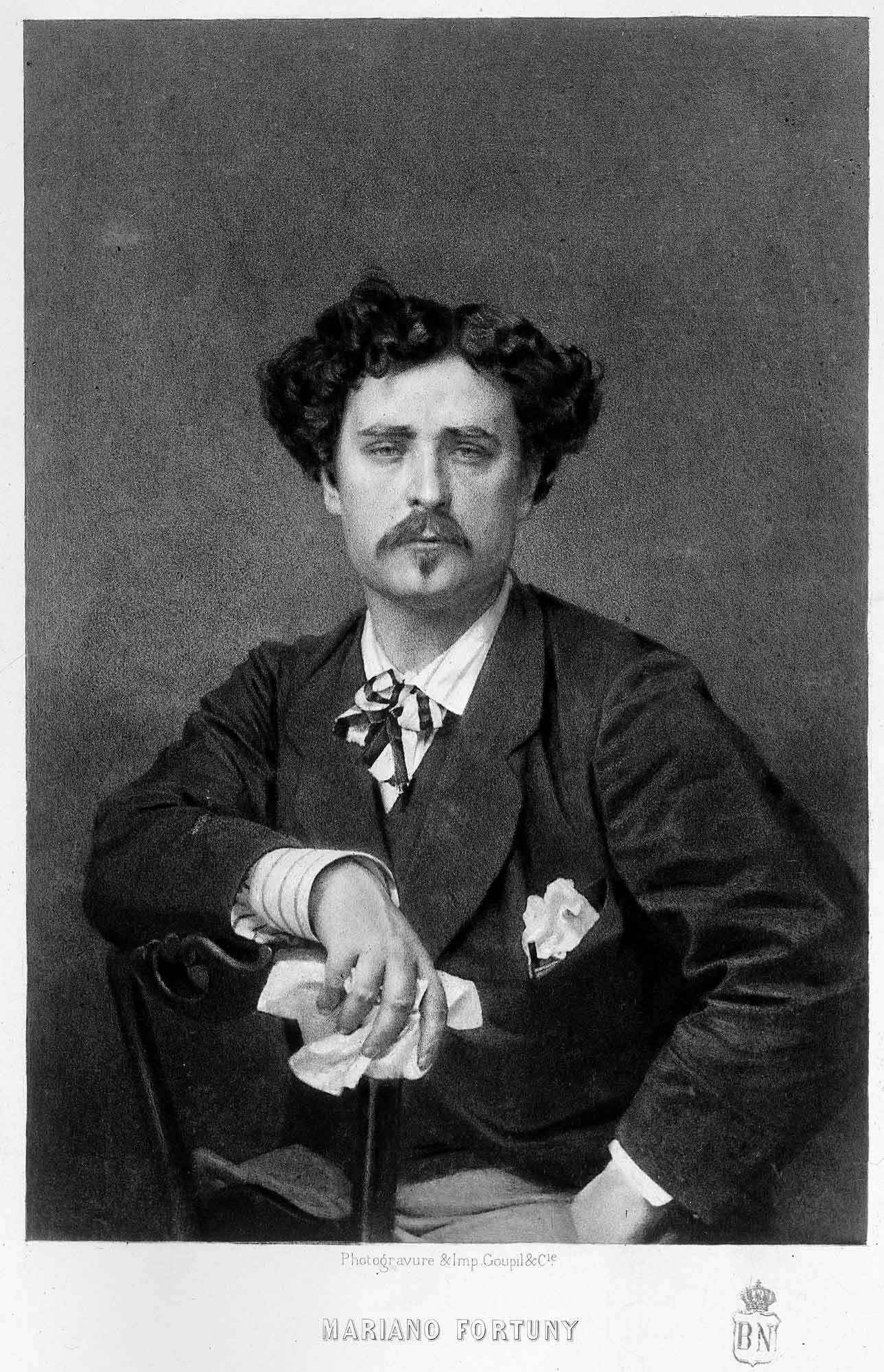
Fotografia de Marià Fortuny publicada a París l'any 1875

Marià Fortuny i Marsal va néixer a Reus (Baix Camp) l'11 de juny de 1838 i va morir a Roma el 21 de novembre de 1874 a l'edat de 36 anys. Va ser un pintor, dibuixant i gravador català i va ser una de les figures més destacades de la pintura catalana del segle xix. Va estudiar Belles Arts a l'Escola de la Llotja i l'any 1858 va obtenir una beca per eixamplar els seus estudis a Roma. Es va casar a Roma l'any 1867 amb Cecília Madrazo i poc després es va mudar a París, després a Sevilla i Granada i finalment a Roma on morí. En aquests darrers anys va tractar l'evocació de la llum, el color i l'expressivitat del moviment.
En l'època que va pintar El col·leccionista d'estampes Fortuny obria la porta a noves experiències estètiques i actuava amb més llibertat, la realització d'una pintura tan allunyada dels nous interessos li resultaria un obstacle que li impedia avançar en la direcció desitjada. Tanmateix, després de l'última composició de les tres obres l'autor ja no es trobà tan preocupat per demostrar la dimensió sàvia del tema. Dona la sensació que l'aparença descuidada de l’obra (poc descriptiva i més despullada) constitueix un indicador d’un canvi en l’orientació de les preocupacions de Fortuny, que han passat d’estar dominades forçosament pel preciosisme, a voler convertir el motiu narratiu, representat, en un pretext per poder experimentar més lliurement, sense sentir-se tan condicionat pels detalls accessoris, que sembla pesar massa en la primera de les versions.

## Intenció de l'artista amb l'obra
La intenció de Marià Fortuny amb El col·leccionista d'estampes és prosaica i programàtica, és a dir, vol homenatjar a un tipus d’intel·lectual que busca, en l'entorn material, els estímuls necessaris per satisfer el desig de coneixement. Tanmateix, sí que mostra certa complicitat poètica a l’hora de compartir, amb aquests productes literaris, el gust per la decoració sobrecarregada, per la descripció detallada dels interiors plens d’objectes, que potencien una estètica artificiosa i antinaturalista. L’habitant d'aquests espais construeix el seu propi ordre i no dubta a envoltar-se de curiositats, d'elements extravagants, que l'ajuden a sentir-se anímicament reconfortat.

## Influència i motivació
Marià Fortuny tenia el propòsit de figurar-se a Jean-Louis-Ernest Meissonier considerat un dels representants més icònics d'aquest gènere pictòric. Influenciat per aquest fet, la motivació de Fortuny en realitzar aquest tipus d'obres es deu a una operació comercial, a un desig d'adaptar-se a la demanda d’un mercat artístic, format per una clientela desitjosa d'aquest tipus de productes. Tanmateix, la segona versió d'El col·leccionista d'estampes pintada l'any 1866 consolida l'interès de Fortuny per una proposta més impecable, en la qual és evident la influència del pintor francès Ernest Meissonier (1815-1891), apreciat com un dels representants més notables de la pintura de gènere.

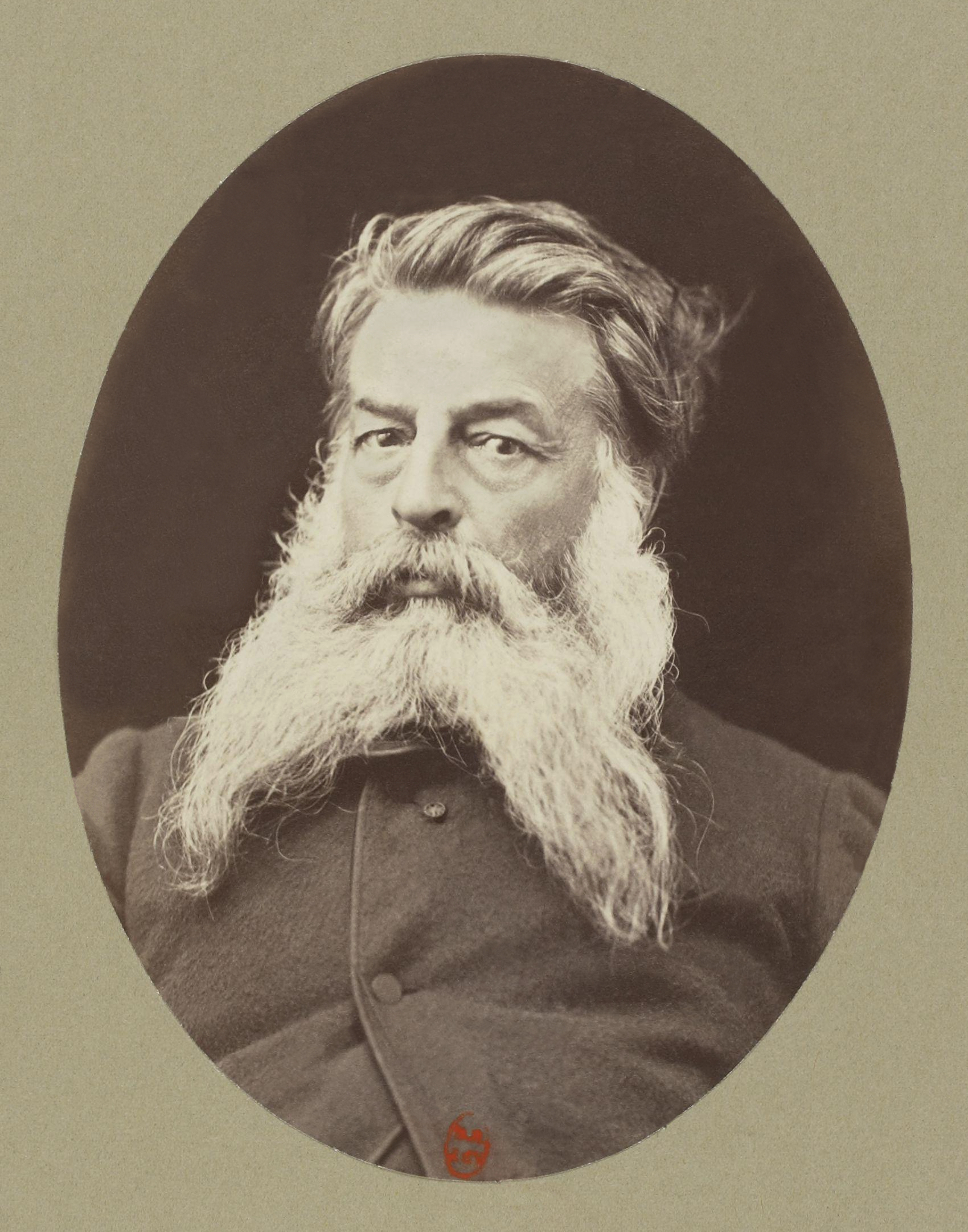
Jean-Louis-Ernest Meissonier

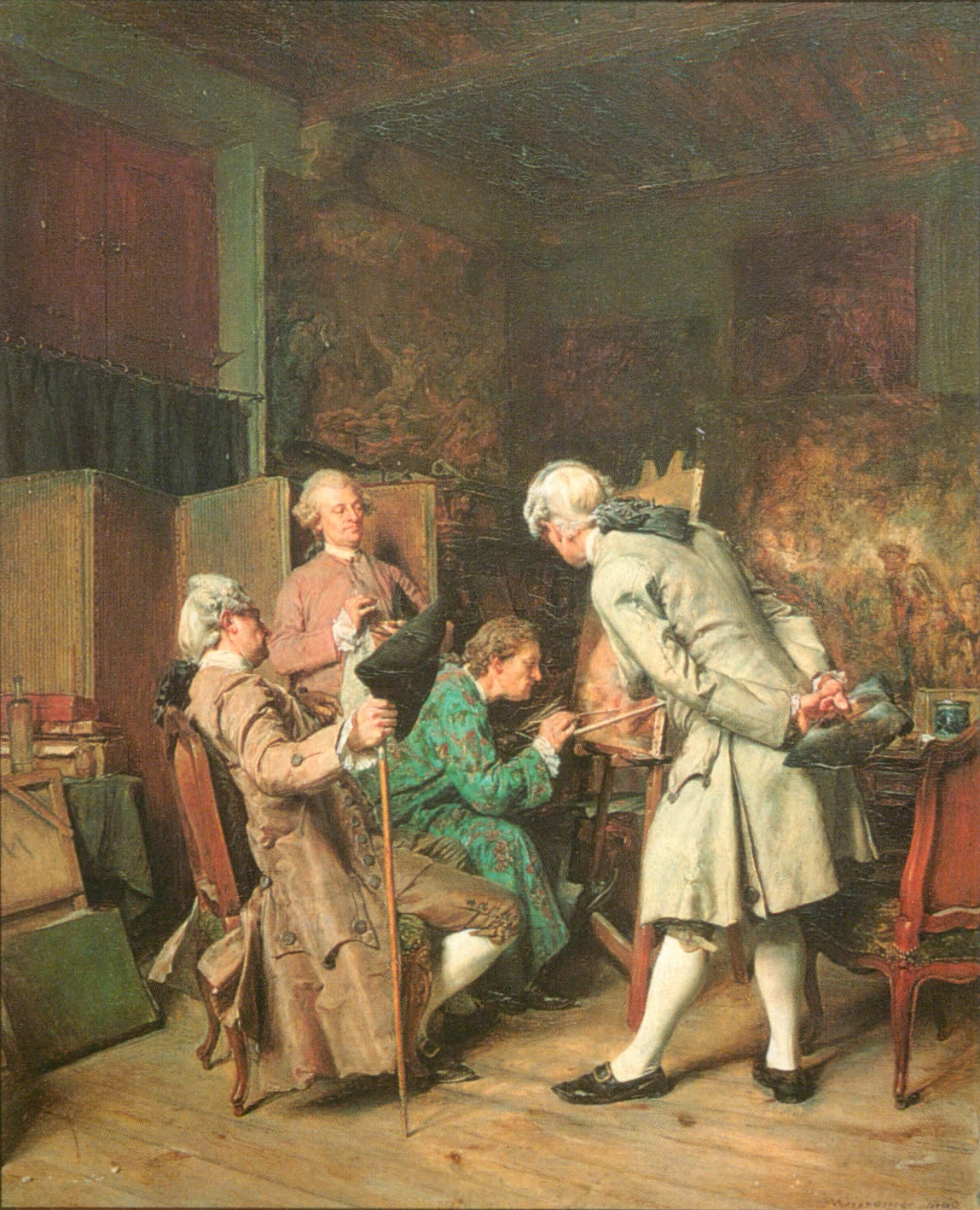
E. Meissonier, Els «amateurs» de pintura. 1860. Musée du Louvre.

## Referents culturals i iconogràfics
La pintura d’El col·leccionista d’estampes adopta un caire autobiogràfic, sense arribar a ser un autoretrat del pintor. L’obra conté aspectes de la identitat del mateix artista que s'hi reflecteixen de dues maneres diferents. En primer lloc, d'una forma oberta, perquè el repertori d’objectes que hi surten representen un testimoni visual de les seves vivències, dels seus afectes, i de la seva afició pel col·leccionisme d’objectes.
En segon lloc, la relació sentimental que apareix de forma més subtil, que es manifesta en la persona protagonista de la composició visual. El personatge que apareix assegut en una cadira, mentre dona un cop d’ull, amb aspecte distret, a un grup d’estampes, pot identificar-se amb una personificació del mateix artista.

## Obres
El 10 de desembre de 2003 a la sala d'exposicions temporals del Museu Nacional d'Art de Catalunya es van mostrar per primer cop les tres versions que l'artista Marià Fortuny va pintar les quals es conserven al Museum of Fine Arts de Boston, al Museu Nacional d'Art de Catalunya i al Museu Puixkin de Moscou. Aquesta exposició va reunir 137 obres procedents del MNAC, Museu del Prado, Musée d'Orsay, British Museum, National Gallery, Walters Art Gallery de Baltimore, Corcoran Art Gallery de Washington o el Metropolitan Museum de Nova York, entre d'altres. L'exposició va destacar les tres grans etapes creatives de Fortuny: la dels anys de formació a Roma i de les estades al Marroc becat per la Diputació de Barcelona que li havia encarregat La batalla de Tetuan; la de la pintura de gènere o de casacón amb l'exemple de les tres versions d'El col·leccionista d'estampes que li va aportar la fortuna i el reconeixement internacional, i finalment, la del període que deixa entreveure què hauria pogut ser la pintura de Fortuny si no hagués mort de manera tan prematura, als 36 anys, en el moment en què tot just començava a pintar com ell volia.
Fortuny va ser l'artista català més internacional del segle xix i amb més de 2000 obres, el MNAC és la institució museística que conserva en conserva més, concretament 2.281 dibuixos i 177 estampes.
Les tres obres presenten similituds i diferències tant compositives com conceptuals. Cadascuna pertany a un moment cronològic distint, presenten unes dimensions diferents i van ser realitzades sobre suports desiguals.

## Temàtica
Les tres versions pintades de Fortuny han estat etiquetades tradicionalment com a pintura de gènere. És una categoria molt genèrica, implantada des del segle xvii i feia referència a les pintures de bodegons o natures mortes coincidint amb l'esclat definitiu d'aquesta tipologia pictòrica. A partir del segle xviii, l'acceptació del terme pintura de gènere, tal com és formulada pels enciclopedistes francesos, ja presenta una significació gairebé idèntica a la que trobem en el tema representat per Fortuny. El terme s'utilitza per referir-se a tot aquell grup de produccions de les quals es representen escenes o accions de la vida quotidiana.

## Grup de quadres
| Imatge                   | Any  | Títol                             | Tècnica         | Localització                                | Observacions |
| ------------------------ | ---- | --------------------------------- | --------------- | ------------------------------------------- | --- |
| Dimensions: 47 × 66,3 cm | 1863 | El col·leccionista d'estampes I   | Oli sobre tela  | Museu de Belles Arts Boston                 | Pel gran èxit que va obtenir, Fortuny va realitzar diverses versions en oli, dibuixos al llapis, aquarel·les i aiguaforts. Aquest tema havia gaudit ja de gran popularitat entre els pintors flamencs com a pintura de gabinet del segle xvii. D'aquesta primera versió pintada a Roma, l'autor va fer un canvi amb Vicenzo Capobianchi el qual al canvi li va lliurar un fusell sard, objecte que va passar a formar part de la col·lecció d'antiguitats de Fortuny. Ràpidament la pintura va ser venuda al marxant Adolphe Goupil i aquest alhora la va revendre a William Hooh Stewert, per la qual cosa el 1870 Fortuny va agregar a la pintura el gran retrat de l'últim comprador sobre la xemeneia del fons de la pintura. El personatge principal es troba ressaltat amb vestidures blanquinoses i absort a l'estudi i contemplació del seu plaer favorit, l'estudi d'estampes. Aquesta versió primerament anà a parar a mans del col·leccionista americà W.H. Stewarts, del qual Marià Fortuny va afegir el seu retrat. |
| Dimensions: 52 × 66,5 cm | 1866 | El col·leccionista d'estampes II  | Oli sobre tela  | Museu Nacional d'Art de Catalunya Barcelona | És aquesta una de les versions sobre el mateix tema que va pintar Fortuny, totes les variants tenen diferències en detalls i elements que afegia o treia a voluntat l'artista, amb antiguitats d'objectes pertanyents a la seva pròpia col·lecció, així com l'arca veneciana o la cadira on es troba recolzada la carpeta amb les estampes eren propietat seva. El gust de l'època pel bigarrament d'habitacions plenes amb tota mena d'objectes, ceràmiques, rellotges, vidres, es paren en una espècie d''horror vacui. Com més detalls era capaç de realitzar el pintor, més agradava als compradors i més augmentava el preu de l'obra. Aquesta versió és la més acabada, va ser pintada a Roma i el Museu Nacional d'Art de Catalunya la va adquirir per subscripció popular l'any 1936. |
| Dimensions: 53 × 71 cm   | 1867 | El col·leccionista d'estampes III | Oli sobre fusta | Museu Puixkin                               | En la primera versió, l'escena apareix amb una llum natural que penetra per la finestra, situada en el costat esquerre de la composició; en la darrera, l'efecte de clarobscur, present en les dues primeres, pràcticament ha desaparegut o, si més no, hi és molt més atenuat. La composició que es troba al Museu Puixkin de Moscou és la més lluminosa i també, a diferència de les anteriors, presenta un aspecte menys acurat. Aquesta última versió amb una pinzellada menys treballada, va estar en una col·lecció Turner de Londres i posteriorment anà a parar a Moscou. |